# Двічі звернений
Двічі звернений (англ. Revamped) — американський фільм жахів про вампірів.

## Сюжет
Успішний бізнесмен Річард Кларк укушений вампіром і занурений в темний світ надприродного. Після того, як команда мисливців на вампірів дізналася про його існування, Річард дуже швидко розуміє, що бути живим мерцем недостатньо і треба боротися за виживання. Річард привертає увагу підземної бригади вампірів, які борються за виживання за всяку ціну. Весь світ перетворюється на пекло, після початку війни за виживання і ніхто не бере полонених.

## У ролях
- Джефф Ректор — Річард Кларк
- Кріста Кемпбелл — Лекса
- Мартін Коув — детектив Ріджер
- Фред Вільямсон — капітан Майклс
- Тейн МакКлюр — Ліліт
- Алана Керрі — Мері
- Віктор Лундін — професор Ван Дайк
- Сем Дж. Джонс — Джейк Хардкасл
- Біллі Драго — Владімус
- Пол Майкл Робінсон — детектив Пітерс
- Карел Стрейкен — містер Вінсент
- Дерон Макбі — Кан
- Девід «Шарк» Фралік — Фатіл
- Енн Локхарт — Селеста
- Джейсон Картер — Найджел
- Реджи Бенністер — Лютер
- Вернон Веллс — Вес
- Еллісон МакКарді — Джанет Кларк